# Isohypsibius jinhouensis
Espèce
Isohypsibius jinhouensis est une espèce de tardigrades de la famille des Isohypsibiidae.

## Distribution
Cette espèce est endémique du Hubei en Chine. Elle se rencontre dans les monts Jinhou.

## Étymologie
Son nom d'espèce, composé de jinhou et du suffixe latin -ensis, « qui vit dans, qui habite », lui a été donné en référence au lieu de sa découverte, les monts Jinhou.

## Publication originale
- Yang, 2007 : Tardigrades from some mosses of Shennong Frame State Forest Park in China. Acta Zootaxonomica Sinica, vol. 32, no 1, p. 186-189).